# インドリン
インドリン（Indoline）は、複素環式化合物である。ベンゼンの六員環と窒素を含む五員環が一辺を共有して結合した構造をしている。窒素原子の位置が違う異性体にイソインドリンがある。酸化型はインドールである。